# Viminaal

Kaart van Rome met de aanduiding van de heuvels.

De Viminaal (Latijn: Viminalis; Italiaans: Viminale) is de kleinste van de Zeven heuvels van Rome. Het is een landtong met een lengte van ongeveer 700 meter, het huidige oppervlak is ongeveer 24 hectare en de hoogte van de heuvel varieert van 50 tot 57 meter.
Hij werd vernoemd naar het wilgenhout dat men daar kon/kan vinden. De heuvel wordt omschreven in Satire 1, 3 van de Romeinse dichter Juvenalis.
Boven op het Viminaal staat het paleis waar het Ministerie van Binnenlandse Zaken is gehuisvest. Als men tegenwoordig spreekt over het Viminaal wordt dit ministerie bedoeld.
Aventijn · Capitolijn · Coelius · Esquilijn · Palatijn · Quirinaal · Viminaal